# 琉球兔
琉球兔（學名：Pentalagus furnessi；英語：Ryukyu rabbit），或稱奄美短耳兔、奄美黑兔（英語：Amami rabbit；日語：アマミノクロウサギ）等，是一個哺乳綱兔形目兔科Pentalagus屬的物種，也是Pentalagus屬至今發現的唯一物種。 該物種是奄美大島和德之島的特有種，並在當前被列為瀕危物種。 該物種常被稱為活化石。根據分子親緣關係學和去氧核糖核酸等方面的研究證據，牠們被判定為兔科古老物種的遺留，一度出現於亞洲大陸，但現今只出現於奄美大島和德之島；該物種被認為在兔屬物種出現前，即因地殻運動等所致之島嶼隔離等，而遺留在該些地區。

## 生態
該物種的個體棲息於山地和沿海斜坡上的常綠闊葉林和由青剛櫟屬物種和Castanopsis sieboldii組成的次生林。 牠們偏好有許多疏散區域的環境，例如伐木場、次生林以及原始森林內和森林邊緣的溪流。 儘管單獨生活，但在野外和圈養中有多個個體同時使用同一個洞穴的案例。 牠們被認為藉由發出多次叫聲，並用後腿敲擊地面來進行溝通。 雄性個體的生活範圍平均為1.3至4公頃，雌性平均為1至3公頃。同性別個體的居住範圍不重疊，但異性間的居住範圍重疊。 牠們的排遺環境包括如山溪周圍的石頭和沙子上，以及林間道路等。 牠們是夜行性物種，白天待在洞穴中。這些洞穴的出入口在斜坡上，呈「L」形，高10至20厘米，寬12至25厘米，隧道長30至200厘米，直徑60厘米。這些洞穴是自樹洞或岩石縫隙中擴展而成。

## 外部連結
- ARKive